# 芒特斯特靈鎮區 (伊利諾伊州布朗縣)
芒特斯特靈鎮區（英語：Mount Sterling Township）是位於美國伊利諾伊州布朗縣的一個行政鎮區。

## 地方資料
根據2010年美國人口普查的數據，芒特斯特靈鎮區的面積為96.50平方千米，當中陸地面積為96.30平方千米，而水域面積為0.20平方千米。當地共有人口4566人，而人口密度為每平方千米47.32人。